# Aceair Aeriks 200
L'Aeriks 200 est un avion biplace de sport en kit développé en Suisse par Aceair SA.

## Description
Il s'agit d'un avion biplace en tandem, de configuration trois surfaces : plan canard, aile médiane et empennage. Le moteur rotatif Diamond Aircraft de 105 ch est installé dans la partie arrière du fuselage très soigneusement profilé. L'hélice tripale MT-Propeller en matériaux composites située à l’arrière de l’avion  est entraînée par un arbre de transmission. Trois entrées d'air affleurantes NACA (deux sous l’emplanture de l’aile et une en amont de la dérive) assurent le refroidissement du moteur. L’empennage comprend un ensemble classique en T et une sous-dérive ventrale. Le train tricycle est fixe.
La construction du prototype [HB-YKS, c/n A200-001] a débuté en septembre 2000, tandis que le moteur et l’arbre de l’hélice débutaient des essais au banc chez Mecanair SA à Ecuvillens. Après réalisation des outillages, la construction de la cellule a débuté en février 2001 après une série d’essais statiques de la voilure par l’Office fédéral de l'aviation civile. L’appareil sortit d’atelier le 21 avril 2002 et effectua son premier vol le 29 mai suivant aux mains du pilote d’essais Walter Spychiger. Il fut présenté à Oshkosh en 2003, les trois premiers kits étant proposées au prix de 50 000 U$ (sans moteur, avioniques, ni peinture). Aceair SA a fermé en 2004, le programme Aeriks 200 étant annulé principalement en raison de l’arrêt de la production par Diamond Engines du moteur rotatif autour duquel l’avion avait été conçu.